# ST/Amiga Format
Az ST Amiga Format egy az Atari ST-vel és az Amiga számítógépeivel foglalkozó magazin volt. A Future Publishing adta ki, hogy ezzel lefedje az akkoriban új és egyre növekvő 16 bites számítógépek piacát. A kezdetekben a Commodore Amiga és az Atari ST rendszerekkel kapcsolatos tartalmak kiegyensúlyozottak voltak az újságban, azonban már ekkor is az Amigát favorizálták a szerkesztők, akik egy sokoldalúbb gépként írták le. A legelső lapszám fő cikke az „ST or Amiga? The Choice is Yours” (ST vagy Amiga? A választás a tied) volt, amelyben leírták mindkét masina előnyeit és hátrányait.
Az ST Amiga Format-hoz gyakran mellékeltek hajlékonylemezeket, amelyek az egyedi formátumuknak köszönhetően mind Amigán mind ST-n olvashatóak voltak. A lemezek játékdemókat és egyéb programokat tartalmaztak.
A rendszeres rovatok közé tartoztak az útmutatók (mind Amigára és ST-re), a Gamebuster, a Gold Dust (a pletyka rovat), a Desktop (tippek és technikai segítségek az ST-hez), a Workbench (tippek és technikai segítségek az Amigához), a Escape Sequence (az utolsó oldal) és a szokásos hír és levelezési oldalak.
A 13. lapszám (1989. július) volt az utolsó dupla platformos szám. A testvérlapja; az ACE eladása következtében felszabadult személyzet miatt ketté bontották a magazint ST Formatra és Amiga Formatra.